# Begonia weberbaueri
Espèce
Synonymes
- Begonia lichenoides L.B.Sm. & B.G.Schub.[1]

Begonia weberbaueri est une espèce de plantes de la famille des Begoniaceae.
L'espèce fait partie de la section Eupetalum.
Elle a été décrite en 1953 par Edgar Irmscher (1887-1968).

## Répartition géographique
Cette espèce est originaire du pays suivant : Pérou.